# Литвиненко Костянтин Васильович
Костянтин Васильович Литвиненко (14 жовтня 1930, місто Луцьк, Польща, тепер Волинської області) — діяч радянських органів влади в Україні, голова Луцького міськвиконкому.

## Біографія
Народився в родині столяра. Вчився два роки в польській школі міста Луцька. У 1949 році здобув середню освіту.
У 1949—1954 роках — студент Київського державного університету імені Шевченка, здобув спеціальність вчителя української мови та літератури. Член КПРС.
З 1954 року працював інструктором, заступником завідувача відділу Волинського обласного комітету ЛКСМУ, потім — у системі народної освіти міста Луцька: завідувач кабінету в Інституті вдосконалення кваліфікації вчителів; завідувач Луцького міського відділу народної освіти. 
З 1965 року — завідувач відділу пропаганди і агітації Луцького міського комітету КПУ. Працював заступником голови виконавчого комітету Луцької міської ради депутатів трудящих із гуманітарних питань; 1-м заступником голови виконавчого комітету Луцької міської ради народних депутатів Волинської області.
У грудні 1979 — жовтні 1984 р. — голова виконавчого комітету Луцької міської ради народних депутатів Волинської області. За «порушення соціалістичної законності» виключений із членів КПРС. Працював вчителем Луцької середньої школи № 10.
6 березня 1986 року засуджений на 5 років ув'язнення за хабарництво. Перебував півтора року у місцях позбавлення волі. У червні 1987 року Верховний Суд СССР скасував звинувачення. Працював логопедом у середній школі міста Луцька.
Потім — на пенсії в місті Луцьку.

## Нагороди
- орден «Знак Пошани»
- медаль «За доблесну працю. В ознаменування 100-річчя з дня народження Володимира Ілліча Леніна» (1970)
- медалі
- Почесна грамота Президії Верховної Ради Української РСР